# Нора (ТВ филм)
„Нора” је југословенски ТВ филм из 1975. године. Режирала га је Мира Траиловић која је написала и сценарио по делу Хенрика Ибсена.

## Улоге
| Глумац                 | Улога     |
| ---------------------- | --------- |
| Јелисавета Сека Саблић | Нора      |
| Петар Банићевић        | Торвалд   |
| Милутин Бутковић       | Ранк      |
| Петар Краљ             | Крогстад  |
| Милена Дапчевић        | Линде     |
| Љиљана Газдић          | Хелена    |
| Игор Первић            | Дете      |
| Никола Стојшин         | Дете      |
| Ивана Жигон            | Девојчица |